# Jing
Jing (chinesisch 精, Pinyin jīng, W.-G. ching1) ist ein Begriff des Daoismus und der traditionellen chinesischen Medizin (TCM). Es wird als immaterielle Essenz verstanden, wird  geistig mit Kreativität, materiell mit Sexualität in Verbindung gebracht und stellt mit Qi 氣 (energetische Vitalität) und Shen 神 (belebender Geist) im Chinesischen die drei Schätze San Bao eines menschlichen Organismus dar. Jing, Qi und Shen werden auch mit den Dantian („Energiezentren“) assoziiert und jeweils den Regionen des Unterbauches, des Brustkorbes und dem Gehirn zugeordnet. In vielen daoistischen Praktiken spielen diese drei Elemente eine große Rolle, z. B. bei daoistischen Sexualpraktiken Rongcheng gong 容成公 und in der inneren Alchemie von Quanzhen als Schule der "Vollständigen Wahrheit" seit dem 12. Jahrhundert. 
In der traditionellen chinesischen Medizin bezeichnet Jing die Lebensessenz, das Struktivpotential, den Samen des Lebens, wobei diese Essenz materiell verstanden und flüssigkeitsähnlich gedacht wird. Das Jing ist in der chinesischen Medizin neben Qi, Xue (Blut, chinesisch 血, Pinyin xuè, W.-G. hsüeh4), den übrigen Körperflüssigkeiten und der „konstellierenden Kraft“ shen 神 (entspricht in etwa dem inklusiven Geist) eine der fünf Grundsubstanzen des Lebens. Es ist Teil des Yin des Funktionskreises Niere und bildet die energetische Grundlage des Lebens. Im lebendigen Organismus ist das Struktivpotential jing die Grundlage von Yin und Yang und hat deswegen beide Charakteristika in sich. Beispielsweise stellen die Erbanlagen einen Teil des Struktivpotentials jing dar.
Der als „echtes Struktivpotential“ (zhenjing) bezeichnete leichte, klare Anteil des Struktivpotentials steigt zu den Augen auf und nährt sie. Dies ist für die chinesische Augenheilkunde von Bedeutung. Die Menge und die Qualität des Struktivpotentials jing soll nach Ansicht der TCM die Anpassungsfähigkeit an die Umgebung regulieren, wobei eine große Menge an Jing die Abwehrkräfte stärken soll. Durch geeignete Nahrung soll man das Struktivpotential jing wieder ergänzen können. Mit der Wirkung von Heilkräutern, die harmonisierend und kräftigend auf Herz und Kreislauf einwirken, wird so Schwachheit ausgeglichen.